# Ginástica de trampolim nos Jogos Olímpicos de Verão de 2012 - Feminino
A prova feminina da ginástica de trampolim nos Jogos Olímpicos de Verão de 2012 foi realizada em 4 de agosto na North Greenwich Arena, em Londres.

## Calendário
Horário local (UTC+1)
| Dia         | Horário | Fase                 |
| ----------- | ------- | -------------------- |
| 4 de agosto | 14:00   | Qualificatória Final |

## Medalhistas
| Ouro   | CAN Rosannagh MacLennan |
| Prata  | CHN Huang Shanshan      |
| Bronze | CHN He Wenna            |

## Resultados

### Qualificação
As oito melhores ginastas classificaram-se para a final.
| Pos. | Ginasta                 | Rotina 1 | Rotina 2 | Pen. | Total   | Notas |
| ---- | ----------------------- | -------- | -------- | ---- | ------- | ----- |
| 1    | CHN He Wenna            | 48.860   | 56.640   |      | 105.500 | Q     |
| 2    | CHN Huang Shanshan      | 48.499   | 56.260   |      | 104.759 | Q     |
| 3    | BLR Tatsiana Piatrenia  | 48.785   | 55.970   |      | 104.755 | Q     |
| 4    | CAN Rosannagh MacLennan | 48.230   | 56.220   |      | 104.450 | Q     |
| 5    | CAN Karen Cockburn      | 47.900   | 56.045   |      | 103.945 | Q     |
| 6    | GEO Luba Golovina       | 47.805   | 53.935   |      | 101.740 | Q     |
| 7    | USA Savannah Vinsant    | 46.400   | 54.955   |      | 101.355 | Q     |
| 8    | RUS Victoria Voronina   | 47.150   | 53.845   |      | 100.995 | Q     |
| 9    | GBR Kat Driscoll        | 46.335   | 54.650   |      | 100.985 |       |
| 10   | GER Anna Dogonadze      | 46.540   | 53.830   |      | 100.370 |       |
| 11   | POR Ana Rente           | 47.265   | 53.010   |      | 100.275 |       |
| 12   | UZB Ekaterina Khilko    | 47.240   | 52.050   |      | 99.290  |       |
| 13   | NED Andrea Lenders      | 46.270   | 51.845   |      | 98.115  |       |
| 14   | JPN Ayano Kishi         | 45.745   | 52.240   |      | 97.985  |       |
| 15   | CZE Zita Frydrychová    | 44.345   | 32.215   |      | 76.560  |       |
| 16   | UKR Maryna Kyiko        | 41.940   | 31.520   |      | 73.460  |       |

### Final
Na final as ginastas classificadas realizaram uma única rotina onde a melhor nota obteve a medalha de ouro.
| Pos.              | Ginasta                 | Nota D | Nota E | Voo    | Pen. | Total  | Notas |
| ----------------- | ----------------------- | ------ | ------ | ------ | ---- | ------ | ----- |
| Medalha de ouro   | CAN Rosannagh MacLennan | 15.400 | 25.600 | 16.305 |      | 57.305 |       |
| Medalha de prata  | CHN Huang Shanshan      | 15.000 | 25.400 | 16.330 |      | 56.730 |       |
| Medalha de bronze | CHN He Wenna            | 14.800 | 24.800 | 16.350 |      | 55.950 |       |
| 4                 | CAN Karen Cockburn      | 14.800 | 25.000 | 16.060 |      | 55.860 |       |
| 5                 | BLR Tatsiana Piatrenia  | 14.400 | 25.200 | 16.070 |      | 55.670 |       |
| 6                 | USA Savannah Vinsant    | 14.500 | 24.400 | 16.065 |      | 54.965 |       |
| 7                 | GEO Luba Golovina       | 14.400 | 23.100 | 15.425 |      | 52.925 |       |
| 8                 | RUS Victoria Voronina   | 6.100  | 9.200  | 6.615  |      | 21.915 |       |